# ジェット・ブラスト・ディフレクター
ジェット・ブラスト・ディフレクター（英語: jet blast deflector、以後当項では「JBD」と略す）は、ジェットエンジンの噴射する高温の排気から人や物を防護するための装備、及び設備である。単に「ブラスト・ディフレクター（blast deflector）」と呼称／表記される場合もある。
「ブラスト・シールド（blast shield）」とも呼ばれる。

## 概要
第二次世界大戦後、ジェットエンジン搭載航空機（CTOL機）が運用されるようになると、ジェットエンジンが発生させる高温高圧の噴流が機の後方に向かって噴射されることが問題となった。
これは駐機場で作業を行う車両や作業員に対して危険であるばかりでなく、噴射される方向によっては飛行場の設備や他の機体を損傷させて事故に繋がるため、これに対する防護設備が必要となった。また、地上においてジェットエンジンの試運転を行う際にも同様の危険が発生するため、エンジンを整備する施設においても同様の設備の必要性が生じた。このために飛行場に設置されたのがJBDである。
なお、ジェットエンジンではなくロケットエンジンの噴射に対応するための“ブラスト・ディフレクター”も存在する。

## 構造

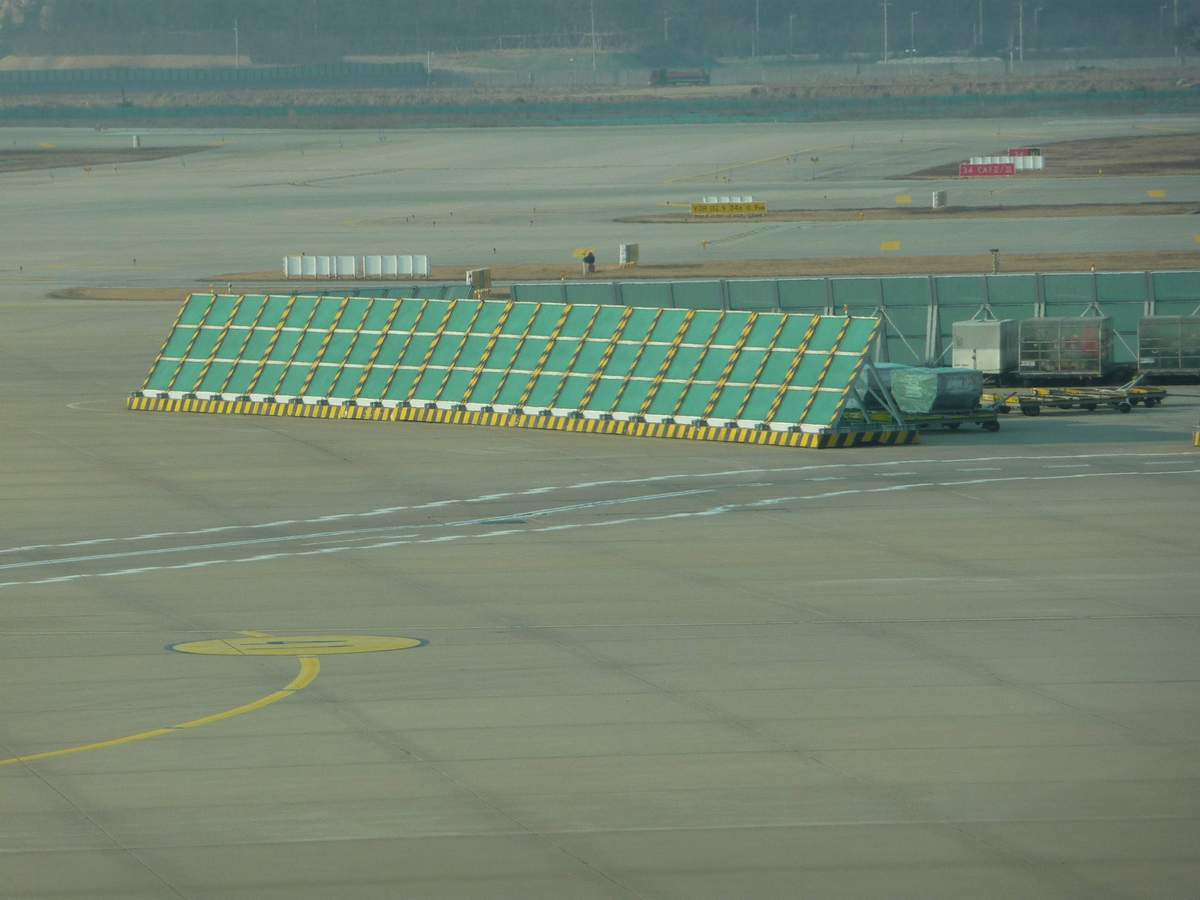
金属製のジェット・ブラスト・ディフレクター（ブラスト・フェンス）
ソウル空港のもの

コンクリートもしくは金属製で、ジェット噴流を遮れるように垂直に建てられた正方形または長方形の板状の構造物であるが、噴流を遮るだけではなく安全な方向へ逃がすため、上方に向かって傾斜のついた構造になっていたり、基部が上方に向かって円弧状になっているものが多い。
コンクリート製のものには、耐熱性や強度を考慮して板状ではなく掩体様の構造物となっているものもある。金属の板で作られたものの中には、牽引車による移動が可能なものも存在する。
金属製のものは「ブラスト・フェンス（英語：Blast fence ）」とも呼ばれる。

## 航空母艦におけるジェット・ブラスト・ディフレクター
航空母艦（空母）の飛行甲板上に設置されている支援装備で、主にカタパルトのスタート位置後方にあり、ジェット航空機の射出時に展開する。その用途は、地上用のものと同じく射出するジェット航空機の噴気から後続機や周囲の作業員等を守るものである。
第二次世界大戦後、ジェットエンジンを搭載した航空機が艦上機（CTOL機）として空母で運用されるようになった頃、ジェットエンジンの噴気や炎熱によって事故が続出し、事故防止のための措置として開発された。当初は正方形の小型のものであったが、航空機が大型化しエンジンが大出力化するに従い、JBDも大型のものとなってゆき、熱に耐えるために冷却機構が装備されるようになった。
JBDは航空機がカタパルト射出位置に到着するのに合わせて展開されると同時に、内蔵されている配管に冷水を巡回させる。これにより、ジェットエンジンからの噴気及び炎熱からJBD自体を守る。航空機がカタパルトから射出された後は飛行甲板に収納され、（存在するなら）後続のジェット航空機が所定の位置につく邪魔にならないようにする。そして後続機が所定の位置に着いたなら、JBDは再び展開される。
なお、空母に装備されているものと同じJBDが地上設備として設置されている例もある。これは、ジェット艦上機の開発や試験の際に、空母と同じ環境で実際のテストを行うための設備である。

構造図
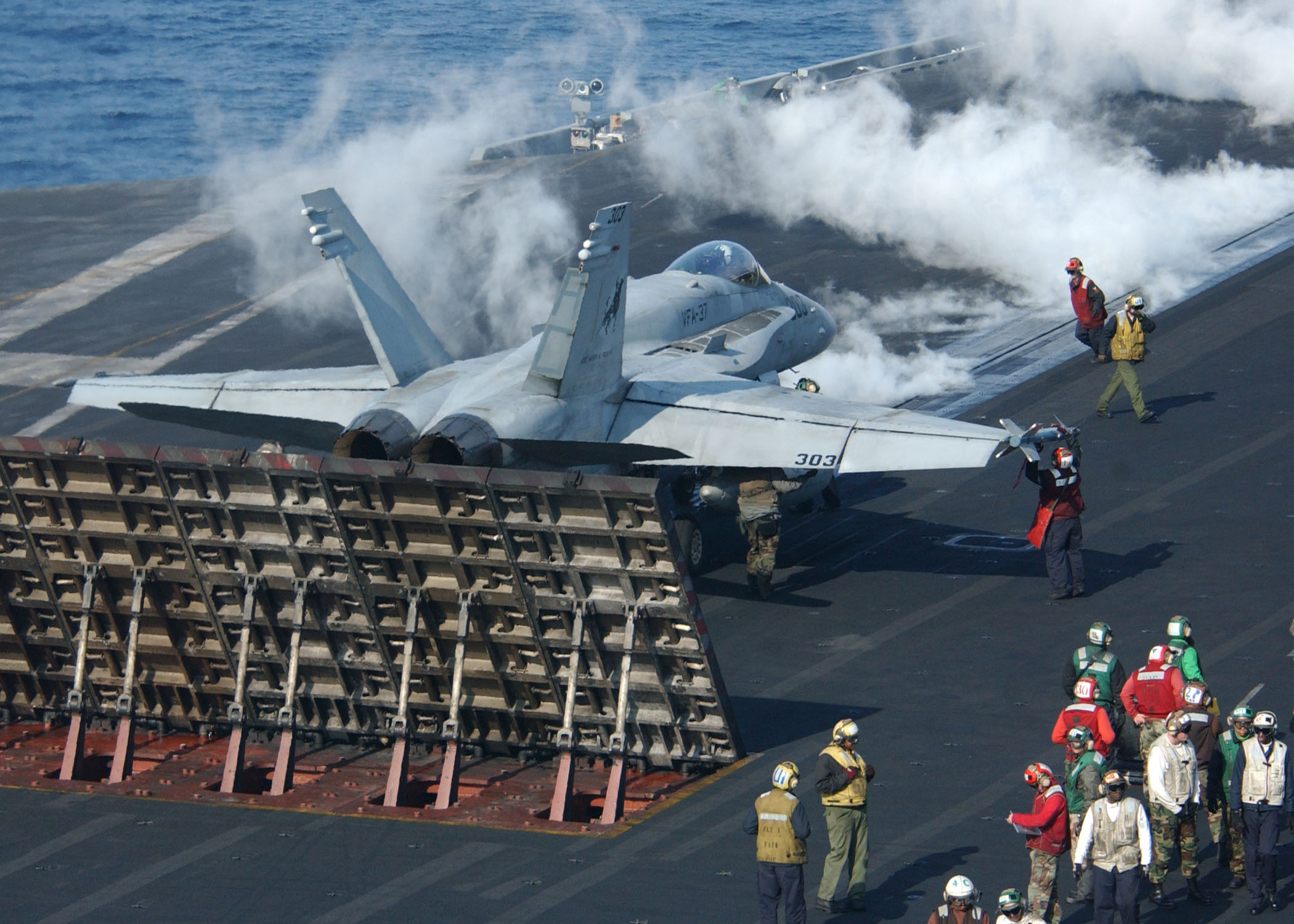
待機中のF/A-18C
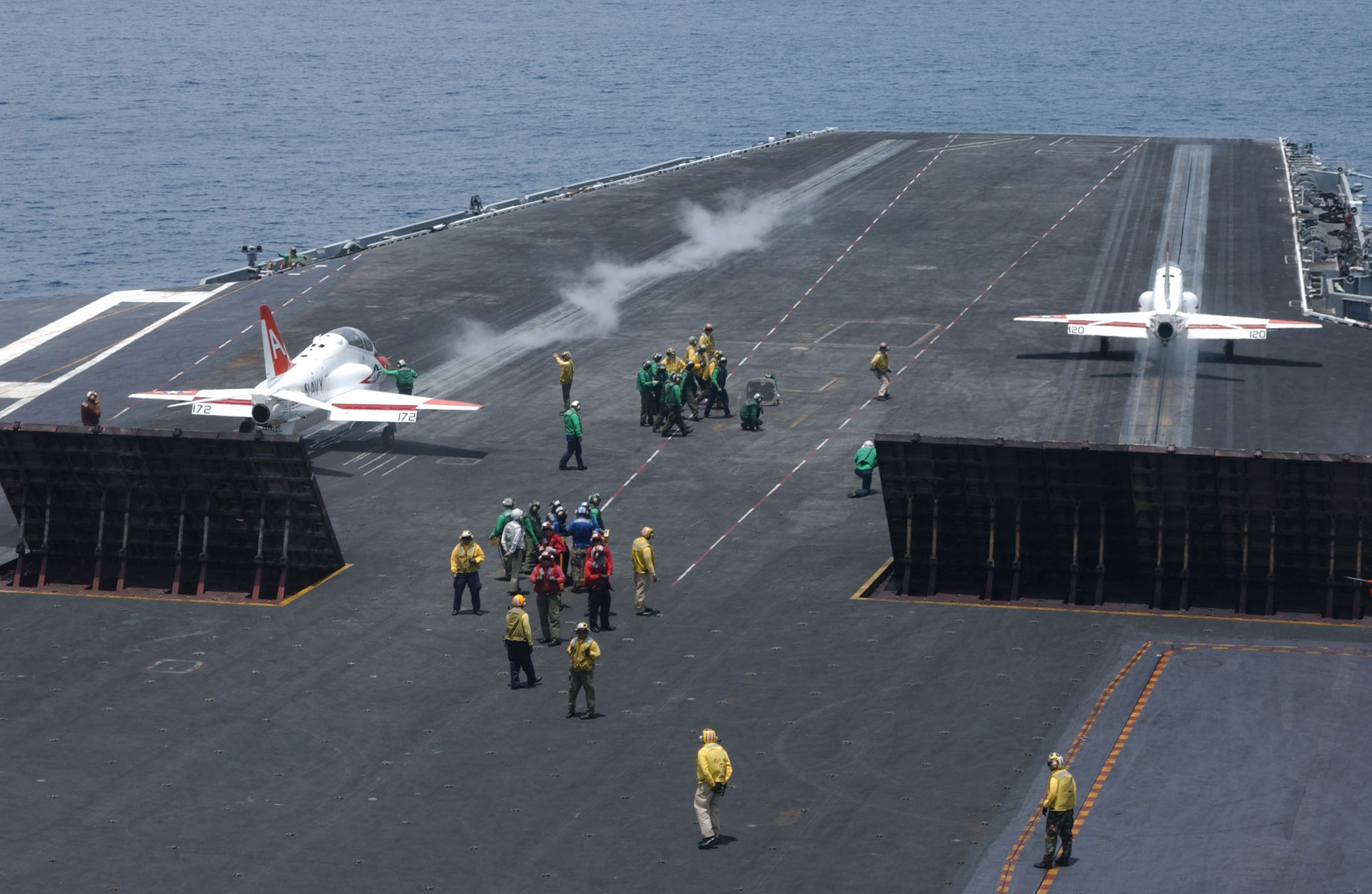
発艦するT-45C